# INDコンコース線
INDコンコース線（英語: IND Concourse Line）は、ニューヨーク市地下鉄を構成する地下鉄の路線である。ブロンクス区のノーウッドにあるノーウッド-205丁目駅と、マンハッタンのハーレムにある145丁目駅を結んでいる。ブロンクスにある路線としては唯一Bディビジョンに属しており、また全線が地下を走るブロンクスで唯一の路線でもある。

## 運行系統
|            | 時間帯           | 時間帯   | 区間                                           |
| ラッシュ時 | その他           |          | 区間                                           |
| ---------- | ---------------- | -------- | ---------------------------------------------- |

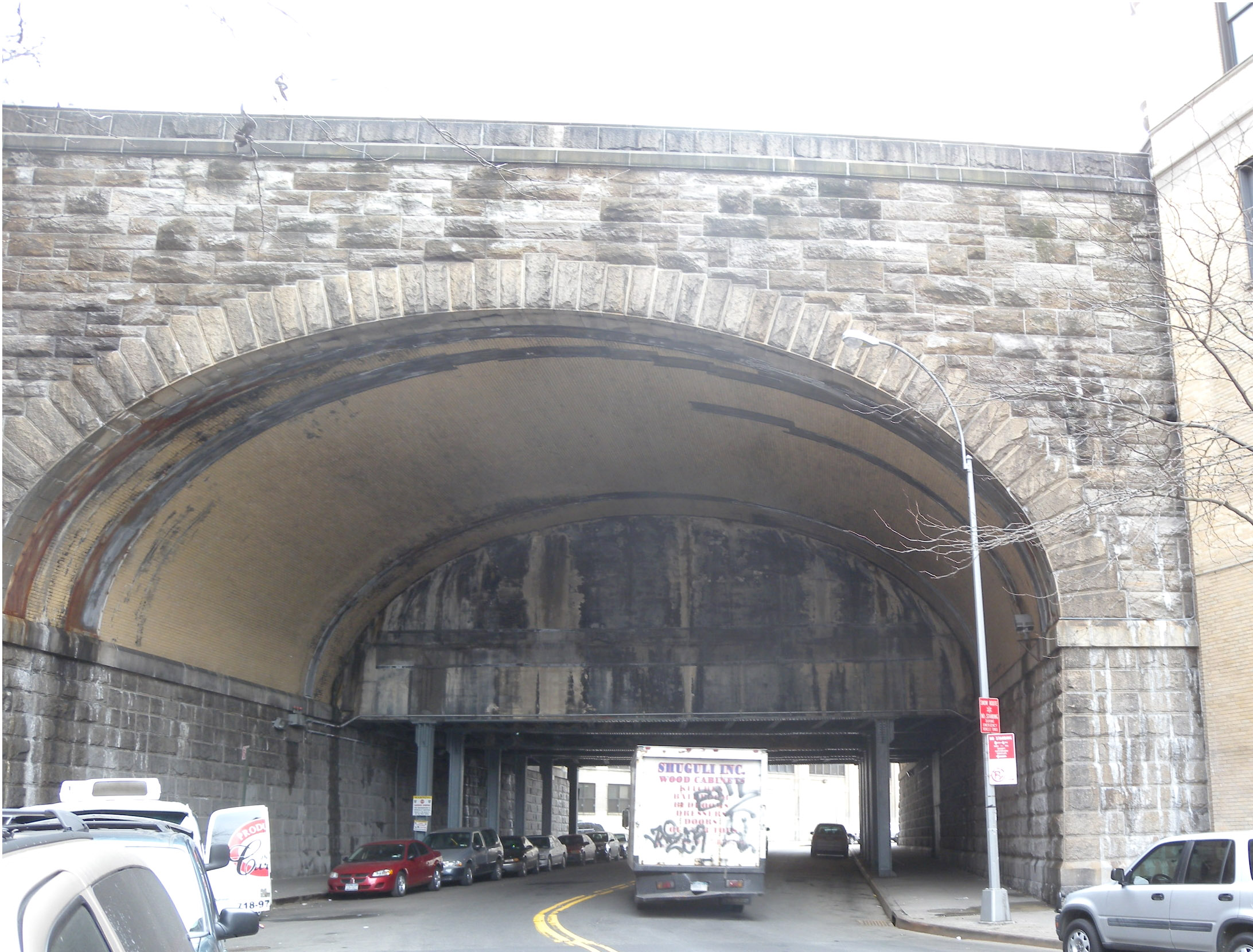
175丁目を越える区間

|            | 各停             | 運行なし | ベッドフォード・パーク・ブールバード駅より南側 |
|            | 急行（混雑方向） | 各停     | 全線                                           |

コンコース線は、ブロンクスおよびハーレムにおいて南北方向に走行しており、大半の区間が高架であるIRTジェローム・アベニュー線とブロンクスにおいてほぼ並行しており、ジェローム・アベニュー線の方が2ブロックから4ブロック西側を走っている。ノーウッド-205丁目駅から複線の路線として始まり、東205丁目の下を東西方向に走ったのち、私有地の下を走って、短区間だけヴァン・コートランド・アベニューの下を走る。西へ向かう間に中央の線路が現れて、コンコース車両基地へとつながっている。モショル・パークウェイで南へ向きを変えてグランド・コンコースの下へと206丁目で入る。この道路が、コンコース線の名前の由来である。コンコース車両基地からの複線の線路が営業用の本線の間に現れ、4本の線路の間でのシーサスポイントがあった後、車両基地からの線路は合流してベッドフォード・パーク・ブールバード駅の中央の線路となる。
ベッドフォード・パーク・ブールバード駅の南側では、外側の2本の線路は低い位置に下がって1本の中央の急行線へと合流し、中央の線路は2本に分岐して緩行線となる。路線はさらに南へ向かい、トレモント・アベニュー駅にシーサスポイントがある。地形のために174丁目-175丁目駅の付近は独特の構造となっており、地下に建設されながら175丁目の上に位置している。170丁目駅と167丁目駅の間にはさらに渡り線やシーサスがあり、マンハッタン方面行の緩行線の脇には留置線もある。
161丁目-ヤンキー・スタジアム駅の前で西へ向きを変え、ハーレム川をコンコース・トンネルでくぐってマンハッタンへと入る。さらに1駅、155丁目駅があってから路線は南へ向きを変え、145丁目駅の下層階においてIND8番街線へと合流する。

## 歴史
INDコンコース線は、ブロンクス-コンコース線とも呼ばれ、ニューヨーク市が所有していたインディペンデント・サブウェイ・システム (IND) の当初の路線のうちの1本であった。ベッドフォード・パーク・ブールバードからマンハッタンのIND8番街線へと走る路線は、市の運輸委員会によって1925年3月10日に承認され、この路線間の連絡は1927年3月24日に承認された。当初はコンコース線は、ベッドフォード・パーク・ブールバード駅までは3線ではなく複々線とすることを計画していた。INDの路線としては唯一の3線区間となった（他のINDの路線群はすべて、複線か複々線である）。145丁目駅の下層階にあるコンコース線の線路はもともと、現在の上層階の線路配置と同じく4線にすることを想定したものであった。
路線の建設は1928年7月に開始された。当初の計画では、ベッドフォード・パーク・ブールバード駅を少し過ぎたところで路線は終点となる予定で、将来的に東への延長構想もあった。現在の205丁目駅までの経路として、私有地を横断してペリー・アベニューを通るという別の案が1929年2月に提案された。現在の経路は1929年6月に選択された。この路線の建設や、ブロンクス中央部・東部への延長構想は、この地域に不動産ブームを巻き起こした。コンコース線の全線は1933年7月1日に開業した。これはINDとして最初の路線であるIND8番街線開通からまだ10か月たっていなかった。当初はC系統の急行列車が運行され、205丁目駅から8番街線、クランベリー・ストリート・トンネルそしてINDサウス・ブルックリン線（現在のINDカルバー線）を経由してバーゲン・ストリート駅まで走った。CC系統の列車が各駅停車としてベッドフォード・パーク・ブールバード駅とハドソン・ターミナル駅（現在のワールド・トレード・センター駅）の間を走った。
1940年12月15日にIND6番街線が開通し、従来のC系統、CC系統に加えてD系統の列車がコンコース線を走るようになった。D系統はラッシュ時と土曜日には急行運転をし、それ以外の時間帯には各駅停車であった。C系統の急行運転は1949年に廃止されたが、各駅停車に2文字の系統記号を使うことを止めた1985年にC系統が復活した。この間、D系統はコンコース線においてラッシュ時以外に各駅停車で走り、ラッシュ時にはC系統がベッドフォード・パーク・ブールバード駅まで各駅停車で走っていた。1998年3月1日にB系統の列車がC系統の代わりにコンコース線内のラッシュ時の各駅停車として走るようになり、C系統はIND8番街線のワシントン・ハイツ側へ運行されるようになった。
コンコース線の各駅は、多少の保守工事が行われたことはあり、また161丁目-ヤンキー・スタジアム駅については駅改良工事が行われたことがあるが、おおむね1933年の開業以来大きく手を加えられておらず、一部の入口の閉鎖やサービス範囲の縮小などが行われた程度である。

### 延長構想
コンコース線は、161丁目-ヤンキー・スタジアム駅より北ではおおむね直線的に走っているが、ベッドフォード・パーク・ブールバード駅から終点のノーウッド-205丁目駅へはいくらか右に曲がっており、さらに東へ伸ばす構想がある。1929年の当初のIND第2路線網では、この路線をバーク・アベニュー、ボストン・ロード経由でベイチェスター・アベニューまで伸ばす構想があった。この延伸は「ルート106」と称され、205丁目とバーク・アベニューを結ぶ高架橋の下層階を通り、ブロンクス・パークを高架で通り抜ける提案であった。IND第2路線網は、ニューヨークの5つの区を縦横に結ぶ複数のIND路線を計画していた。しかし世界恐慌の真っただ中であり、市にはこの路線を205丁目より東に延長したり、複々線にしたりする資金も必要性もなかった。1930年代の2番目の計画では、バーク・アベニューからニューヨーク・ウェストチェスター・アンド・ボストン鉄道まで伸ばし、これに沿って北へ走ってダイアー・アベニューまでさらに伸ばす構想があった。バーク・アベニューに沿って延伸する工事の予備的な作業は1937年から1938年にかけて実施された。しかしニューヨーク市は、この鉄道を買収してIRTダイアー・アベニュー線とし、IRTホワイト・プレーンズ・ロード線とつないだ方が安くて簡単であるとし、コンコース線をバーク・アベニュー、ボストン・ロード沿いにベイチェスター・アベニューまで伸ばす構想は実現しなかった。1960年代から1970年代にかけて、市のプログラム・フォー・アクションでは、ホワイト・プレーンズ・ロードおよびIRTホワイト・プレーンズ・ロード線のバーク・アベニュー駅まで短距離延長することが提案されていた。財務問題によりこの計画も中断された。

## 駅一覧
| 凡例                                                    | 凡例                             |
| ------------------------------------------------------- | -------------------------------- |
| Stops all times                                         | 終日停車                         |
| Stops all times except late nights                      | 深夜を除き終日停車               |
| Stops weekdays only                                     | 平日のみ停車                     |
| Stops all times except rush hours in the peak direction | ラッシュ時混雑方向以外の終日停車 |
| Stops rush hours only                                   | ラッシュ時のみ停車               |
| 時間帯詳細                                              |                                  |

| 所在地 （おおよその位置）                                | バリアフリー・アクセス             | 駅                                     | プラットホーム | 停車列車 | 開業日        | 乗換・備考                                                                                   |
| -------------------------------------------------------- | ---------------------------------- | -------------------------------------- | -------------- | -------- | ------------- | -------------------------------------------------------------------------------------------- |
| ノーウッド                                               |                                    | ノーウッド-205丁目駅                   | 緩行/急行      | D        | 1933年7月1日  |                                                                                              |
| コンコースヤードへの連絡線となる中央の線路が始まる       |                                    |                                        |                |          |               |                                                                                              |
| ベッドフォード・パーク                                   |                                    | ベッドフォード・パーク・ブールバード駅 | 緩行/急行      | B D      | 1933年7月1日  | B の北側の折り返し駅                                                                         |
| ベッドフォード・パーク                                   | 中央の線路と両側の線路が入れ替わる |                                        |                |          |               |                                                                                              |
| ベッドフォード・パーク                                   | バリアフリー・アクセス             | キングスブリッジ・ロード駅             | 緩行/急行      | B D      | 1933年7月1日  | ラッシュ時に数本のB系統が終着となる。                                                        |
| フォーダム                                               |                                    | フォーダム・ロード駅                   | 緩行/急行      | B D      | 1933年7月1日  | セレクトバスサービスBx12 メトロノース鉄道ハーレム線・ニューヘイブン線フォードハム駅連絡      |
| フォーダム                                               |                                    | 182丁目-183丁目駅                      | 緩行           | B D      | 1933年7月1日  | キングスブリッジ・ロード駅行きB系統は停車しない。                                            |
| トレモント                                               |                                    | トレモント・アベニュー駅               | 緩行/急行      | B D      | 1933年7月1日  |                                                                                              |
| トレモント                                               |                                    | 174丁目-175丁目駅                      | 緩行           | B D      | 1933年7月1日  |                                                                                              |
| ハイブリッジ                                             |                                    | 170丁目駅                              | 緩行           | B D      | 1933年7月1日  |                                                                                              |
| ハイブリッジ                                             |                                    | 167丁目駅                              | 緩行           | B D      | 1933年7月1日  |                                                                                              |
| ハイブリッジ                                             | バリアフリー・アクセス             | 161丁目-ヤンキー・スタジアム駅         | 緩行           | B D      | 1933年7月1日  | IRTジェローム・アベニュー線 (4 ) メトロノース鉄道ハドソン線ヤンキース E. 153ストリート駅連絡 |
| コンコーストンネルでハーレム川をくぐりマンハッタンへ入る |                                    |                                        |                |          |               |                                                                                              |
| ハーレム                                                 |                                    | 155丁目駅                              | 緩行           | B D      | 1933年7月1日  |                                                                                              |
| ハーレム                                                 |                                    | 145丁目駅                              | 緩行/急行      | B D      | 1932年9月10日 | IND8番街線 (A C )                                                                            |
| IND8番街線に合流(B D )                                   |                                    |                                        |                |          |               |                                                                                              |